# The Huntsman: Winter's War
The Huntsman: Winter's War is een Amerikaanse-Chinese fantasyfilm uit 2016, geregisseerd door Cedric Nicolas-Troyan en geproduceerd door Roth Films en Universal Pictures. De film begint als prequel, van de voorloper Snow White and the Huntsman uit 2012, en slaat dan om in een sequel. De personages uit de film zijn gebaseerd op de sprookjes Sneeuwwitje van de gebroeders Grimm en De sneeuwkoningin van Hans Christian Andersen. Regisseur Cedric Nicolas-Troyan was bij de voorloper verantwoordelijk voor de speciale effecten.

## Verhaal
Het verhaal begint nog voor het bekende sprookje Sneeuwwitje (Snow White and the Huntsman). De zussen Ravenna en Freya bezitten magische krachten waarmee ze koninkrijk na koninkrijk veroveren. Ravenna die niet in de liefde gelooft, ziet dat haar zus Freya verliefd en zwanger wordt. Als het kind geboren is en sterft op raadselachtige wijze, zal Freya als ijskoningin zich afzonderen van iedereen. Ze besluit haar eigen rijk op te richten in het noorden. Eric en Sara zijn de beste jagers in het koninkrijk. Als de twee verliefd op elkaar worden, steekt de ijskoningin daar een stokje voor, waardoor Eric moet vluchten voor zijn leven.

## Rolverdeling
| Acteur               | Personage                  |
| -------------------- | -------------------------- |
| Chris Hemsworth      | Eric / De Jager            |
| Jessica Chastain     | Sara                       |
| Emily Blunt          | De sneeuwkoningin Freya    |
| Charlize Theron      | De boze koningin Ravenna   |
| Nick Frost           | Nion                       |
| Rob Brydon           | Gryff                      |
| Sheridan Smith       | Bromwyn                    |
| Alexandra Roach      | Doreena                    |
| Sope Dirisu          | Tull                       |
| Sam Hazeldine        | Leifr                      |
| Sam Claflin          | Koning William             |
| Sophie Cookson       | Pippa                      |
| Fred Tatasciore      | Magische spiegel (stemrol) |
| Conrad Khan          | jonge Eric                 |
| Niamh Walter         | jonge Sara                 |
| Nana Agyeman-Bediako | jonge Tull                 |
| Amelia Crouch        | jonge Pippa                |